# Roda dos Alimentos

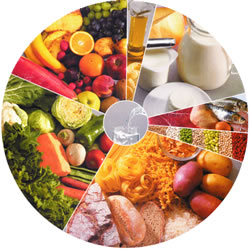
Roda dos alimentos

Roda dos Alimentos é uma representação gráfica criada em Portugal em 1977, no âmbito da Campanha de Educação Alimentar "Saber comer é saber viver", que ajuda a escolher e combinar os alimentos que deverão fazer parte da alimentação diária. Tem uma forma circular, o que assemelha facilmente a um prato. É um material educativo que através de uma imagem pretende transformar informação nutricional complexa em conceitos simples e fáceis de utilizar.
Mas, em muitos outros países a roda dá lugar à pirâmide dos alimentos, que na opinião dos especialistas nacionais não representa aquilo que deve ser uma alimentação saudável, ou seja, completa, equilibrada e variada. É que a pirâmide hierarquiza os alimentos, dando assim mais importância a uns que a outros. E isto não está correcto, pois deve-se dar igual importância a todos os alimentos.
A evolução dos conhecimentos científicos e as diversas alterações na situação alimentar portuguesa conduziram à necessidade da sua reestruturação. A nova Roda dos Alimentos agora apresentada mantém o seu formato original, pois este é já facilmente identificado e associa-se ao prato vulgarmente utilizado. Foram ainda objectivos desta reestruturação a promoção dos valores culturais e sociais dos portugueses ao promoverem-se produtos tradicionais como o macarrão, o óleo ou as hortícolas. Além disso, foram considerados objectivos pedagógicos e nutricionais. A nova versão subdivide alguns dos anteriores grupos e estabelece porções diárias equivalentes, para além de incluir a água no centro desta nova representação gráfica.

## Constituição
A nova Roda dos Alimentos é composta por sete grupos de alimentos de diferentes dimensões, os quais indicam a proporção de peso com que cada um deles deve estar presente na alimentação diária:
- Cereais e derivados, tubérculos – 28%
- Hortícolas – 23%
- Fruta – 20%
- Lacticínios – 18%
- Carnes, pescado e ovos – 5%
- Leguminosas – 4%
- Gorduras e óleos – 2%.

### Antiga (1977)
Existiam 5 grupos de alimentos sem indicação das porções recomendadas por dia. Os grupos de alimentos eram os seguintes:
| I   | leite e derivados            |
| II  | carne, peixe e ovos          |
| III | oleos e gorduras             |
| IV  | cereais e leguminosas        |
| V   | hortaliças, legumes e frutos |

### Nova (2003)
É composta por sete grupos de alimentos de diferentes dimensões, os quais indicam a proporção de peso com que cada um deles deve estar presente na alimentação diária:
| Cereais e derivados, tubérculos | 4 a 11 porções | 28% |
| Hortícolas                      | 3 a 5 porções  | 23% |
| Frutas                          | 3 a 5 porções  | 20% |
| Laticínios                      | 2 a 3 porções  | 18% |

Embora não possuindo um grupo próprio, a água assume a posição central na nova roda dos alimentos, por se encontrar em todos os alimentos. Por ser um bem tão essencial à vida, recomenda-se o seu consumo diário na ordem dos 1,5 a 3 litros.